# لوکزامبورگیسم
لوکزامبورگیسم (انگلیسی: Luxemburgism) شکل تغییریافته‌ای از نظریهٔ انقلابی مارکسیسم است که بر آرا و آثار رزا لوکزامبورگ استوار است. این اصطلاح از سوی رهبران بلشویک برای محکوم‌کردن انشعاب‌کنندگان هوادار لوکزامبورگ از لنینیسم وضع شد.
لوکزامبورگیسم متمایل به مارکسیسم لیبرترین و همچون خود لوکزامبورگ حامی انقلاب روسیه است اما نسبت به سیاست‌های بلشویک‌‌ها موضعی انتقادی دارد.